# Eusebio de Granito
Eusebio de Granito (falecido em 1528) foi um prelado católico romano que serviu como bispo de Capri (1514–1528).

## Biografia
No dia 18 de agosto de 1514, Eusebio de Granito foi nomeado durante o papado de Leão X como Bispo de Capri. Granito serviu como Bispo de Capri até à sua morte em 1528.